# İlhan Depe
İlhan Depe (* 10. September 1992 in Yıldırım) ist ein türkischer Fußballspieler.

## Karriere

### Verein
Depe startete mit dem Vereinsfußball in der Jugend von Arabayatağı SK und wechselte 2005 in die Jugend von Bursaspor. Hier erhielt er zwar zur Saison 2007/08 einen Profivertrag, spielte aber weitere vier Jahre für die Jugend- bzw. für die Reservemannschaft des Vereins. Zur Saison 2011/12 wurde er vom Cheftrainer der Profis, von Ertuğrul Sağlam, am vorsaisonalen Trainingscamp beteiligt. Nach dem Camp wurde er an den Drittligisten Şanlıurfaspor ausgeliehen. Mit diesem Verein sicherte er sich zum Saisonende die Meisterschaft der TFF 2. Lig und damit den direkten Aufstieg in die TFF 1. Lig. Nach dem Aufstieg kehrte Depe zur Bursaspor zurück und wurde dann für die kommende Saison an İnegölspor ausgeliehen.
Zum Sommer 2013 wechselte er in die TFF 1. Lig zum Aufsteiger Balıkesirspor. Mit diesem Klub wurde er am Saisonende 2013/14 Vizemeister der TFF 1. Lig und stieg in die Süper Lig auf.
Im Sommer 2015 wechselte er zum Zweitligisten Kardemir Karabükspor. Zur Winterpause 2017/18 verließ er den Klub wieder. Nach Vereinslosigkeit schloss er sich 2018 |Kasımpaşa Istanbul an und wechselte 2020 zu Kayserispor. 2021 ging er zu Altay Izmir. Zur Saison 2021/22 wechselte er zu Denizlispor. Seit 2022 trägt er das Trikot von Bucaspor 1928.

### Nationalmannschaft
Depe durchlief die türkische U-15-, die U-16- und die U-18-Nationalmannschaft.

## Erfolge
Mit Şanlıurfaspor
- Meister der TFF 2. Lig und Aufstieg in die TFF 1. Lig: 2011/12

Mit Balıkesirspor
- Vizemeister der TFF 1. Lig und Aufstieg in die Süper Lig: 2013/14